# Vibrante simple bilabial
La vibrante simple bilabial sonora es una vibrante no rótica poco común. Suele ser, y quizás siempre, un alófono de la vibrante simple labiodental, aunque es el alófono preferido en una minoría de lenguas como la lengua del pueblo banda y algunas de sus lenguas vecinas.
En Mono, el sonido se ha descrito de la siguiente manera:

En el primer paso, el labio inferior se retrae en la cavidad bucal hasta una posición detrás de los dientes superiores. Al mismo tiempo, el labio superior desciende para envolver los dientes superiores. En el segundo paso, el labio inferior avanza rápidamente, aleteando contra el labio superior a medida que sale de la cavidad bucal. Se expresa a lo largo de la articulación. Además, durante la articulación del sonido, la lengua se amontona en la parte posterior de la boca, agregando un componente velar al sonido.

Y, para la alofonía entre la vibrante simple bilabial y dentolabial.

La articulación del sonido consta de dos etapas. Primero, el labio inferior se retrae lentamente dentro de la boca muy por detrás de los dientes superiores. En segundo lugar, el labio inferior se adelanta rápidamente golpeando al pasar el labio superior o los dientes superiores.

En la literatura, a menudo se ha transcrito con una w modificada por el diacrítico extracorto, ⟨ w̆ ⟩.
En 2005, la Asociación Fonética Internacional adoptó el símbolo v de gancho derecho para representar la vibrante simple labiodental. Desde entonces, la transcripción recibida de la vibrante simple bilabial implica emplear el símbolo de la vibrante simple labiodental modificada por un diacrítico avanzado : ⟨ ⱱ̟ ⟩ . Dado que las vibrantes simples son similares a las paradas breves, podría transcribirse alternativamente como ⟨ b̆ ⟩ .

## Características
- Su forma de articulación es vibrante simple, lo que significa que se produce con una sola contracción de los músculos para que la lengua haga un contacto muy breve.
- Su punto de articulación es bilabial, lo que significa que se articula usando simultáneamente ambos labios.
- Su tipo de fonación es sonora, lo que significa que las cuerdas vocales están vibrando durante la articulación.
- Es una consonante oral, lo que significa que se permite que el aire escape a través de la boca y no a través de la nariz.
- Es una consonante central, lo que significa que se produce dejando pasar el aire por encima de la lengua, más que por los lados.

## Ocurre en
| idioma  | idioma                | Palabra               | AFI                      | Significado           | Notas                                                                              |
| ------- | --------------------- | --------------------- | ------------------------ | --------------------- | ---------------------------------------------------------------------------------- |
| Mono    | Mono                  | vwa                   | [ⱱ̟a]                     | 'enviar'              | Contrasta con /v/ y con /w/. En variaciónes libres con vibrante simple labiodental |
| Lengola | Lengola               | [ ejemplo requerido ] | [ ejemplo requerido ]    | [ ejemplo requerido ] |                                                                                    |
| Mambay  | Mambay                | vbwah                 | [ⱱ̟wâˁħ]                  | 'niebla'              |                                                                                    |
| Chino   | Hakka taiwanés Sixian | 𤸁苶苶仔              | [kʰʲoʲ˥ ŋʲap˨ ŋʲaⱱ̟˨ ɛ˥˧] | Cansado               |                                                                                    |

## Otras lecturas
- Olson and Hajek, 2001. 'The Geographic and Genetic Distribution of the Labial Flap'
- Olson, Kenneth; Schrag, Brian (2000), «An overview of Mono phonology»,  en Wolff, H.E.; Gensler, O., eds., Proceedings from the 2nd World Congress of African Linguistics, Leipzig 1997, Cologne: Rüdiger Köppe, pp. 393-409.